# Campeonato dos Países Baixos de Ciclocross
O Campeonato dos Países Baixos de ciclocross organiza-se anualmente desde o ano 1963 para determinar o campeão ciclista neerlandês do ano, nesta modalidade ciclista. A prova feminina organiza-se anualmente desde o ano 1987. O título outorga-se ao vencedor de uma única carreira.
O ciclista mais laureado é Hennie Stamsnijder, com nove títulos. O campeão atual é Mathieu van der Poel. A ciclista mais laureada é Daphny van den Brand, com onze títulos. A campeã actual é Ceylin Alvarado.

## Palmarés masculino

### Profissional
| Ano  | Vencedor             | Segundo             | Terceiro             | Localidade          |
| ---- | -------------------- | ------------------- | -------------------- | ------------------- |
| 1963 | Huub Harings         | Cor Rutgers         | Jan van Geest        | Elsloo              |
| 1964 | Cor Rutgers          | Huub Harings        | Cock van der Hulst   | Kralingse Bos       |
| 1965 | Cor Rutgers          | Cock van der Hulst  | Jan van Dijk         | Soestduinen         |
| 1966 | Huub Harings         | Jan van Geest       | Cor Rutgers          | Markelo             |
| 1967 | Huub Harings         | Jan Heesbeen        | Chris Looyen         | Sibbe               |
| 1968 | Cock van der Hulst   | Huub Harings        | Cor Rutgers          | Wassenaar           |
| 1969 | Huub Harings         | Cor Rutgers         | Cock van der Hulst   | Sibbe               |
| 1970 | Huub Harings         | Cock van der Hulst  | Gertie Wildeboer     | Loosduinen          |
| 1971 | Gert Wildeboer       | Jan Spetgens        | Huub Harings         | Apeldoorn           |
| 1972 | Cees Zoontjens       | Cock van der Hulst  | Gerrit Scheffer      | Sittard             |
| 1973 | Cock van der Hulst   | Gerrit Scheffer     | Cees Zoontjens       | Beekse Bergen       |
| 1974 | Gerrit Scheffer      | Sjaak Spetgens      | Willy Brouwers       | Valkenswaard        |
| 1975 | Gert Wildeboer       | Gerrit Scheffer     | Willy Brouwers       | Helvoirt            |
| 1976 | Willy Brouwers       | Gerrit Scheffer     | Hennie Stamsnijder   | Cadier em Keer      |
| 1977 | Hennie Stamsnijder   | Willy Brouwers      | Cees van der Wereld  | Apeldoorn           |
| 1978 | Herman Snoeijink     | Hennie Stamsnijder  | Cees van der Wereld  | Nieuwkoop           |
| 1979 | Hennie Stamsnijder   | Rein Groenendaal    | Bennie Meijer        | Gieten              |
| 1980 | Cees van de Wereld   | Rein Groenendaal    | Hennie Stamsnijder   | Berg en Dal         |
| 1981 | Hennie Stamsnijder   | Rein Groenendaal    | Willy Brouwers       | Oss                 |
| 1982 | Hennie Stamsnijder   | Herman Snoeijink    | Cees van de Wereld   | Haia                |
| 1983 | Hennie Stamsnijder   | Adrie van der Poel  | Herman Snoeijink     | Hulsberg            |
| 1984 | Hennie Stamsnijder   | Adrie van der Poel  | Cees van de Wereld   | Oss                 |
| 1985 | Rein Groenendaal     | Hennie Stamsnijder  | Adrie van der Poel   | Gieten              |
| 1986 | Hennie Stamsnijder   | Henk Baars          | Frank van Bakel      | Lochem              |
| 1987 | Hennie Stamsnijder   | Huub Kools          | Frank van Bakel      | Oldenzaal           |
| 1988 | Hennie Stamsnijder   | Adrie van der Poel  | Henk Baars           | Hulsberg            |
| 1989 | Adrie van der Poel   | Henk Baars          | Rein Groenendaal     | Sint-Michielsgestel |
| 1990 | Adrie van der Poel   | Rein Groenendaal    | Frank van Bakel      | Maarn               |
| 1991 | Adrie van der Poel   | Henk Baars          | Martin Hendriks      | Gieten              |
| 1992 | Adrie van der Poel   | Huub Kools          | Henk Baars           | Valkenswaard        |
| 1993 | Henk Baars           | Edward Kuyper       | Adrie van der Poel   | Beekse Bergen       |
| 1994 | Richard Groenendaal  | Henk Baars          | Edward Kuyper        | Sint-Michielsgestel |
| 1995 | Adrie van der Poel   | Richard Groenendaal | Erik Boezewinkel     | Soestduinen         |
| 1996 | Richard Groenendaal  | Wim de Vos          | Adrie van der Poel   | Zwolle              |
| 1997 | Wim de Vos           | Richard Groenendaal | Adrie van der Poel   | Zeddam              |
| 1998 | Richard Groenendaal  | Adrie van der Poel  | Wim de Vos           | Woerden             |
| 1999 | Adrie van der Poel   | Wim de Vos          | Maarten Nijland      | Heerlen             |
| 2000 | Richard Groenendaal  | Adrie van der Poel  | Wim de Vos           | Gieten              |
| 2001 | Richard Groenendaal  | Wim de Vos          | Gerben de Knegt      | Pijnacker           |
| 2002 | Gerben de Knegt      | Richard Groenendaal | Wim de Vos           | Zeddam              |
| 2003 | Richard Groenendaal  | Gerben de Knegt     | Camiel van den Bergh | Huijbergen          |
| 2004 | Richard Groenendaal  | Wilant van Gils     | Maarten Nijland      | Heerlen             |
| 2005 | Richard Groenendaal  | Wilant van Gils     | Maarten Nijland      | Zeddam              |
| 2006 | Gerben de Knegt      | Richard Groenendaal | Wilant van Gils      | Huijbergen          |
| 2007 | Lars Boom            | Richard Groenendaal | Gerben de Knegt      | Woerden             |
| 2008 | Lars Boom            | Thijs Al            | Richard Groenendaal  | Sint-Michielsgestel |
| 2009 | Lars Boom            | Thijs Al            | Richard Groenendaal  | Huijbergen          |
| 2010 | Lars Boom            | Gerben de Knegt     | Thijs Al             | Heerlen             |
| 2011 | Lars Boom            | Gerben de Knegt     | Eddy van IJzendoorn  | Sint-Michielsgestel |
| 2012 | Lars Boom            | Thijs van Amerongen | Niels Wubben         | Huijbergen          |
| 2013 | Lars van der Haar    | Lars Boom           | Thijs van Amerongen  | Hilvarenbeek        |
| 2014 | Lars van der Haar    | Corné van Kessel    | Thijs van Amerongen  | Gieten              |
| 2015 | Mathieu van der Poel | David van der Poel  | Lars van der Haar    | Veldhoven           |
| 2016 | Mathieu van der Poel | Lars van der Haar   | David van der Poel   | Hellendoorn         |
| 2017 | Mathieu van der Poel | Corné van Kessel    | Lars van der Haar    | Sint-Michielsgestel |
| 2018 | Mathieu van der Poel | Lars van der Haar   | David van der Poel   | Surhuisterveen      |
| 2019 | Mathieu van der Poel | Lars van der Haar   | Corné van Kessel     | Huijbergen          |
| 2020 | Mathieu van der Poel | Lars van der Haar   | Joris Nieuwenhuis    | Rucphen             |
| 2021 |                      |                     |                      | Zaltbommel          |

## Palmarés feminino

### Profissional
| Ano  | Vencedor                   | Segundo                    | Terceiro                   | Localidade          |
| ---- | -------------------------- | -------------------------- | -------------------------- | ------------------- |
| 1987 | Henneke Lieverse           | Agnes Loohuis-Damveld      | Anita Hakkert              | Oldenzaal           |
| 1988 | Anita Hakkert              | Natascha den Ouden         | Renate Heijboer            | Hulsberg            |
| 1989 | Natascha den Ouden         | Anita Hakkert              | Anita Mulder               | Sint-Michielsgestel |
| 1990 | Natascha den Ouden         | Nicolle Leijten            | Trudy van de Elzen         | Maarn               |
| 1991 | Nicolle Leijten            | Natascha den Ouden         | Renate Heijboer            | Gieten              |
| 1992 | Natascha den Ouden         | Elsbeth Vink               | Nicolle Leijten            | Valkenswaard        |
| 1993 | Nicolle Leijten            | Loes van Wersch            | Suzan van Bussel           | Beekse Bergen       |
| 1994 | Natascha den Ouden         | Jet Jongeling              | Daphny van den Brand       | Sint-Michielsgestel |
| 1995 | Reza Hormes-Ravenstijn     | Loes van Wersch            | Nicolle Leijten            | Soestduinen         |
| 1996 | Loes van Wersch            | Natascha den Ouden         | Reza Hormes-Ravenstijn     | Zwolle              |
| 1997 | Inge Velthuis              | Reza Hormes-Ravenstijn     | Natascha den Ouden         | Zeddam              |
| 1998 | Daphny van den Brand       | Reza Hormes-Ravenstijn     | Inge Velthuis              | Woerden             |
| 1999 | Daphny van den Brand       | Inge Velthuis              | Daniëlle Jansen            | Heerlen             |
| 2000 | Daphny van den Brand       | Corine Dorland             | Daniëlle Jansen            | Gieten              |
| 2001 | Daphny van den Brand       | Corine Dorland             | Debby Mansveld             | Pijnacker           |
| 2002 | Daphny van den Brand       | Corine Dorland             | Debby Mansveld             | Zeddam              |
| 2003 | Daphny van den Brand       | Corine Dorland             | Marianne Vos               | Huijbergen          |
| 2004 | Mirjam Melchers-vão Poppel | Daphny van den Brand       | Elsbeth van Rooy-Vink      | Heerlen             |
| 2005 | Daphny van den Brand       | Marianne Vos               | Mirjam Melchers-vão Poppel | Zeddam              |
| 2006 | Daphny van den Brand       | Marianne Vos               | Reza Hormes-Ravenstijn     | Huijbergen          |
| 2007 | Daphny van den Brand       | Marianne Vos               | Reza Hormes-Ravenstijn     | Woerden             |
| 2008 | Mirjam Melchers-vão Poppel | Daphny van den Brand       | Saskia Elemans             | Sint-Michielsgestel |
| 2009 | Daphny van den Brand       | Mirjam Melchers-van Poppel | Saskia Elemans             | Huijbergen          |
| 2010 | Daphny van den Brand       | Marianne Vos               | Sanne van Paassen          | Heerlen             |
| 2011 | Marianne Vos               | Daphny van den Brand       | Sanne van Paassen          | Sint-Michielsgestel |
| 2012 | Marianne Vos               | Daphny van den Brand       | Sophie de Boer             | Huijbergen          |
| 2013 | Marianne Vos               | Sanne van Paassen          | Sabrina Stultiens          | Hilvarenbeek        |
| 2014 | Marianne Vos               | Sophie de Boer             | Sabrina Stultiens          | Gieten              |
| 2015 | Marianne Vos               | Sophie de Boer             | Sabrina Stultiens          | Veldhoven           |
| 2016 | Thalita de Jong            | Sabrina Stultiens          | Maud Kaptheijns            | Hellendoorn         |
| 2017 | Marianne Vos               | Lucinda Brand              | Sophie de Boer             | Sint-Michielsgestel |
| 2018 | Lucinda Brand              | Maud Kaptheijns            | Annemarie Worst            | Surhuisterveen      |
| 2019 | Lucinda Brand              | Marianne Vos               | Maud Kaptheijns            | Huijbergen          |
| 2020 | Ceylin Alvarado            | Annemarie Worst            | Lucinda Brand              | Rucphen             |
| 2021 |                            |                            |                            | Zaltbommel          |

## Estatísticas

### Mais vitórias
| Ciclista             | Vitórias | Anos                                                  |
| -------------------- | -------- | ----------------------------------------------------- |
| Hennie Stamsnijder   | 9        | 1977, 1979, 1981, 1982, 1983, 1984, 1986, 1987 e 1988 |
| Richard Groenendaal  | 8        | 1994, 1996, 1998, 2000, 2001, 2003, 2004 e 2005       |
| Adrie van der Poel   | 6        | 1989, 1990, 1991, 1992, 1995 e 1999                   |
| Lars Boom            | 6        | 2007, 2008, 2009, 2010, 2011 2012                     |
| Mathieu van der Poel | 6        | 2015, 2016, 2017, 2018, 2019 e 2020                   |
| Huub Harings         | 5        | 1963, 1966, 1967, 1969 e 1970                         |
| Cor Rutgers          | 2        | 1964 e 1965                                           |
| Cock van der Hulst   | 2        | 1968 e 1973                                           |
| Gertie Wildeboer     | 2        | 1971 e 1975                                           |
| Gerben de Knegt      | 2        | 2002 e 2006                                           |
| Lars van der Haar    | 2        | 2013 e 2014                                           |

| Ciclista                   | Vitórias | Anos                                                              |
| -------------------------- | -------- | ----------------------------------------------------------------- |
| Daphny van den Brand       | 11       | 1998, 1999, 2000, 2001, 2002, 2003, 2005, 2006, 2007, 2009 e 2010 |
| Marianne Vos               | 6        | 2011, 2012, 2013, 2014, 2015 e 2017                               |
| Natascha den Ouden         | 4        | 1989, 1990, 1992 e 1994                                           |
| Nicolle Leijten            | 2        | 1991 e 1993                                                       |
| Mirjam Melchers-van Poppel | 2        | 2004 e 2008                                                       |
| Lucinda Brand              | 2        | 2018 e 2019                                                       |